# Saksalansaari
Saksalansaari är en ö i Finland. Den ligger i sjön Kynsivesi och Leivonvesi och i kommunen Hankasalmi i den ekonomiska regionen  Jyväskylä  och landskapet Mellersta Finland, i den centrala delen av landet, 270 km norr om huvudstaden Helsingfors. Öns area är 1,35 kvadratkilometer och dess största längd är 3,7 kilometer i nord-sydlig riktning.